# Ålandstidningen
Ålandstidningen, ou Tidningen Åland, est un journal écrit en langue suédoise et publié dans les îles d'Åland six fois par semaine. Il a été fondé en 1891 par Julius Sundblom. C'est le journal le plus lu parmi les deux publié à Åland, l'autre étant le Nya Åland.

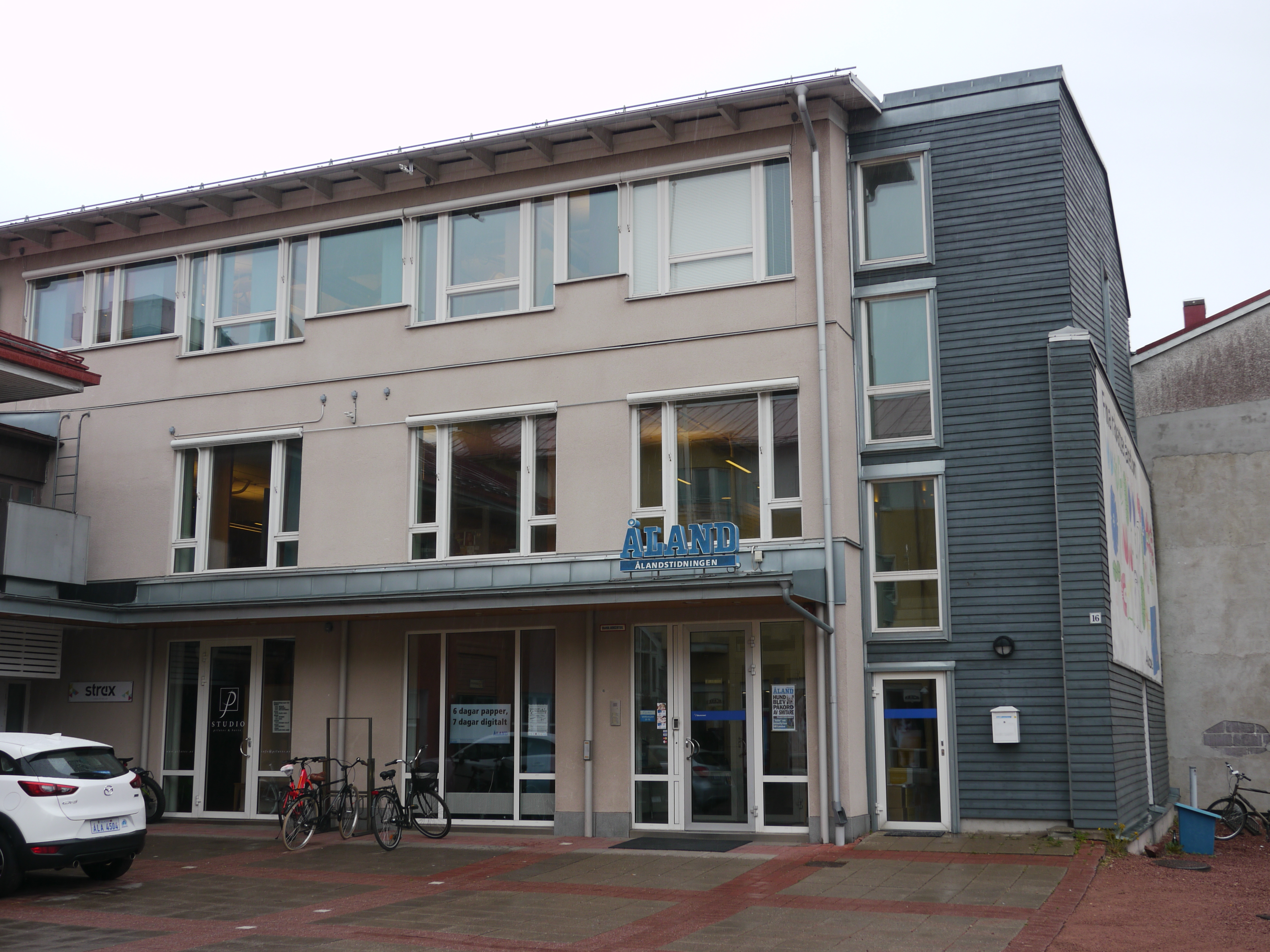